# Aristotelismo

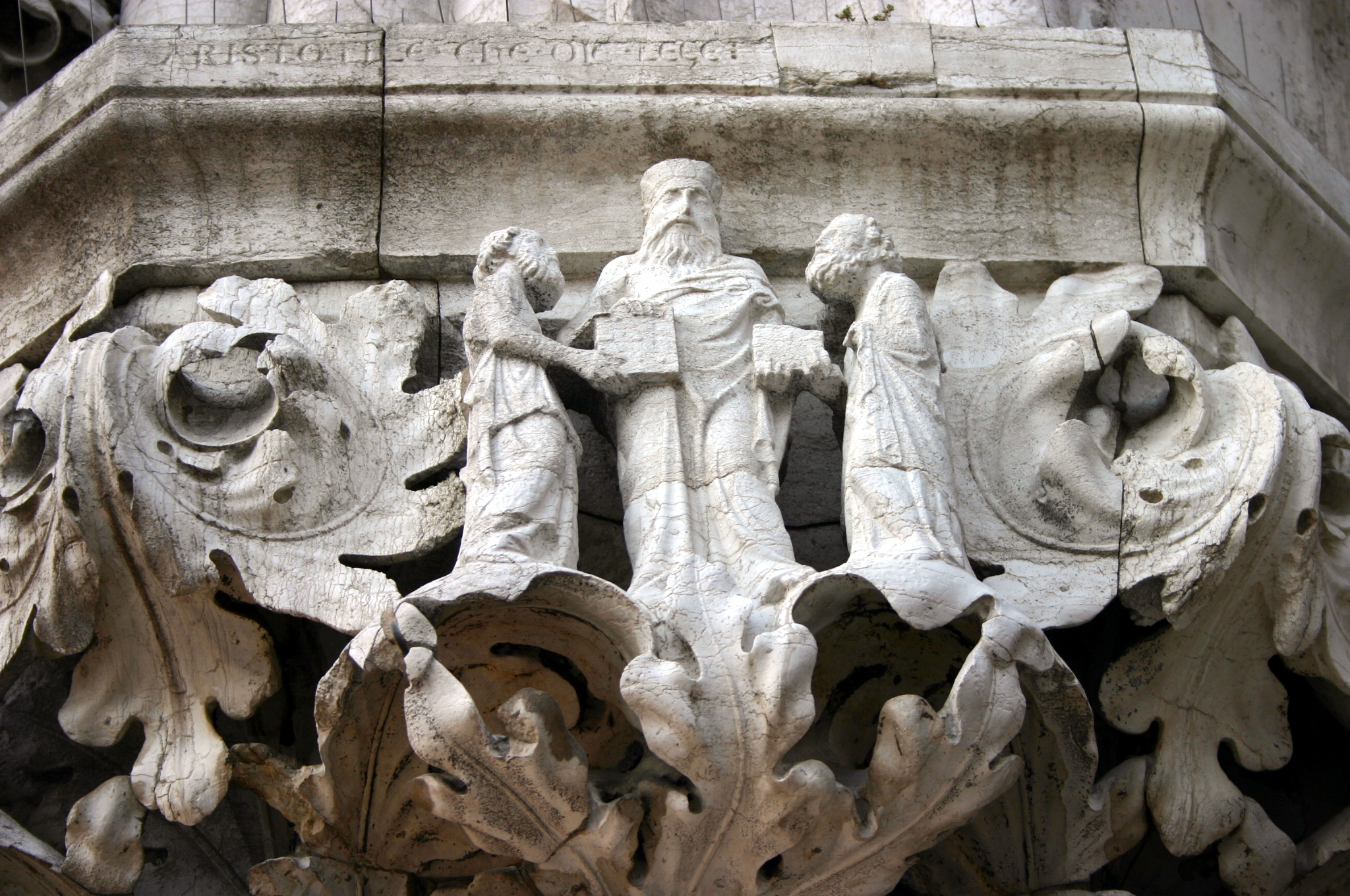
ARISTOTELE CHE DI LEGE ("Aristóteles, que dio las leyes"), capitel del Palacio Ducal de Venecia.

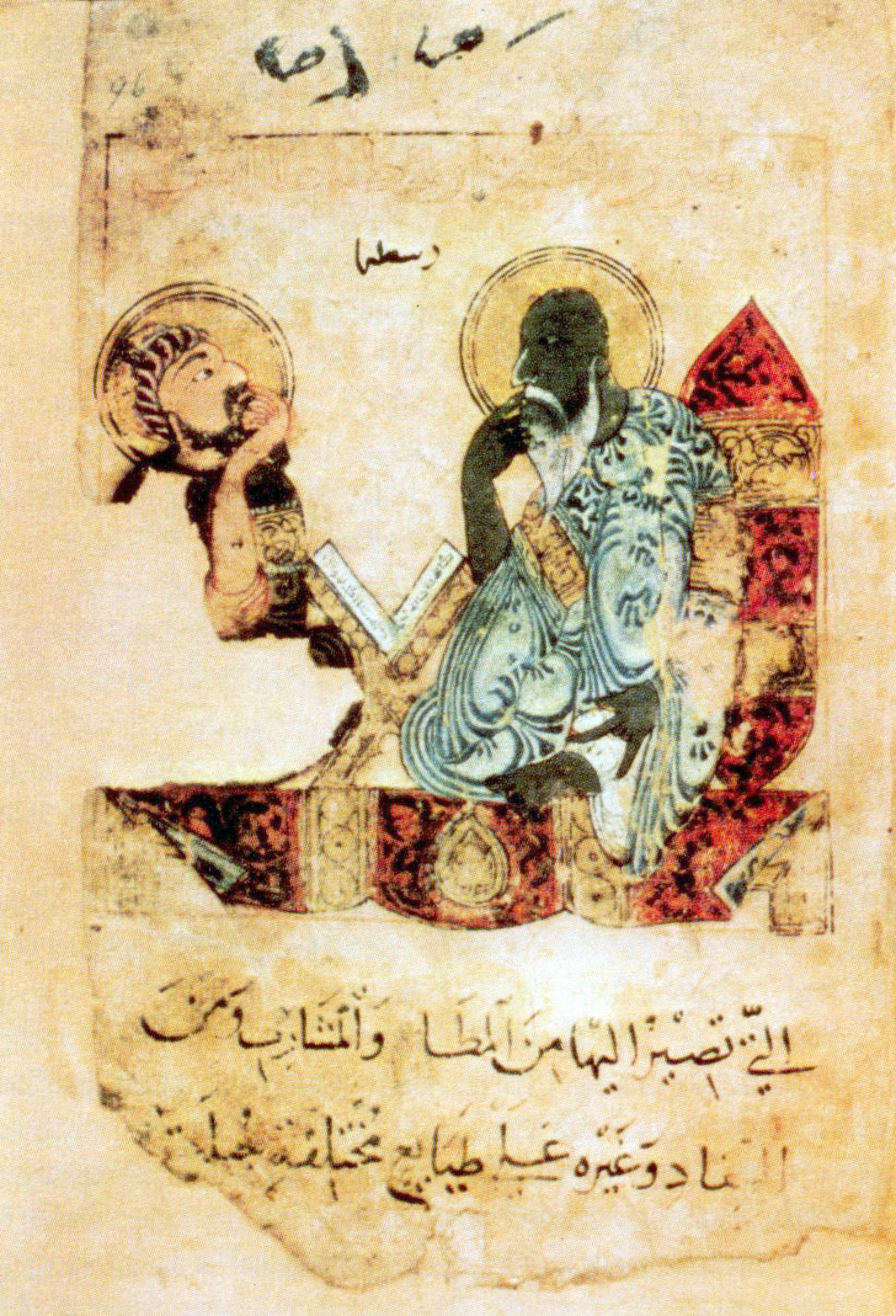
Aristóteles enseñando, ilustración de un manuscrito árabe medieval.

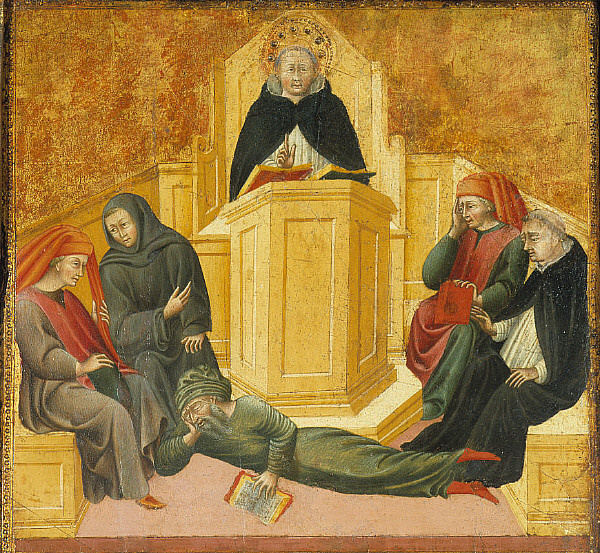
Santo Tomás de Aquino confundiendo a Averroes, de Giovanni di Paolo.

Aristotelismo, peripatetismo y neoaristotelismo son denominaciones utilizadas en la historia de la filosofía para designar a distintos movimientos filosóficos donde los autores tienen como fundamento el pensamiento de Aristóteles, tanto en la Antigüedad (mientras continuó la escuela peripatética fundada por Aristóteles: el Liceo —opuesta a la Academia de Platón—) como durante la época medieval (averroísmo, tomismo, escolástica) y en las edades moderna y contemporánea (escuela de Salamanca, neotomismo o neoescolástica).
Durante la Alta Edad Media la civilización islámica conservó las obras de Aristóteles, mientras que la cristiandad latina desconocía buena parte de ellas, no así, la cristiandad griega. En los siglos XI y XII, la coexistencia entre las tres religiones del libro (el papel de los judíos fue también significativo) que caracterizó a la España medieval, permitió el desarrollo de la Escuela de Traductores de Toledo, desde donde, entre otras, se tradujeron las obras de Aristóteles desde el árabe al latín. La recepción del pensamiento de Aristóteles fue convirtiéndolo en el centro del mundo filosófico de la Baja Edad Media. Gracias a la adaptación al pensamiento cristiano que realizaron San Alberto Magno y Santo Tomás de Aquino, la nueva visión de Aristóteles se convirtió en parte integrante de la doctrina oficial de la Iglesia católica, como en buena medida lo sigue siendo en la actualidad.

## Averroes
Averroes (1126-1198) es uno de los filósofos aristotélicos islámicos más importantes. 

## Santo Tomás de Aquino
Tomás de Aquino (1224-1275) es el auténtico introductor del pensamiento aristotélico en el seno de la Iglesia católica, junto a su maestro San Alberto Magno. Corregirá a Aristóteles su identificación entre esencia y existencia, y tras rechazar el argumento ontológico de San Anselmo de Canterbury intentará demostrar la existencia de Dios con cinco argumentos conocidos como las cinco vías.